# Monadelphiae classis dissertationes decem
Monadelphiae classis dissertationes decem (abreviado Diss. Bot.) es una serie de monografías con ilustraciones y descripciones botánicas escritas por el botánico y naturalista español Antonio José de Cavanilles. La obra comenzó a publicarse en París en 1785 y se concluyó en Madrid en 1790. Salió primero en diez cuadernos —disertaciones— los ocho primeros impresos en París y los dos últimos en Madrid, en la Imprenta Real, más tarde reunidos en tres volúmenes, el primero para el prólogo e índices y los restantes dos para las ilustraciones. Describía seiscientas cuarenta y tres plantas y lo componían doscientas noventa y seis láminas en su mayoría dibujadas por el propio Cavanilles y grabadas por François Nöel Sellier, excepto algunas de la primera disertación que lo fueron por Milsan según dibujos de Fossier.

## Disertaciones
- Monadelphiae Classis Dissertationes Decem. Diss. 1, Dissertatio Botanica de Sida
- Monadelphiae Classis Dissertationes Decem. Diss. 2, Secunda Dissertatio Botanica, De Malva...
- Monadelphiae Classis Dissertationes Decem. Diss. 3, Tertia Dissertatio Botanica, De Ruizia...
- Monadelphiae Classis Dissertationes Decem. Diss. 4, Quarta Dissertatio Botanica, De Geranio...
- Monadelphiae Classis Dissertationes Decem. Diss. 5, Quinta Dissertatio Botanica, De Sterculia...
- Monadelphiae Classis Dissertationes Decem. Diss. 6, Sexta Dissertatio Botanica, De Camellia...
- Monadelphiae Classis Dissertationes Decem. Diss. 7, Septima Dissertation Botanica, Quatuordecim Genera Monadelpha Continens...
- Monadelphiae Classis Dissertationes Decem. Diss. 8, Octava Dissertation Botanica, Erythroxylon...
- Monadelphiae Classis Dissertationes Decem. Diss. 9, Nona Dissertation Botanica, De Banisteria
- Monadelphiae Classis Dissertationes Decem. Diss. 10, Décima Dissertation Botanica, De Passiflora...